# Вулиця Салавата Юлаєва (Київ)
Ву́лиця Салава́та Юла́єва — вулиця в Голосіївському районі міста Києва, селище Мишоловка. Пролягає від Закарпатської вулиці (двічі, утворюючи напівкільце).

## Історія
Вулиця утворилася в першій половині XX століття під назвою 151-ша Нова. У 1944 році набула назву вулиця Кропивницького, на честь українського письменника М. Л. Кропивницького. Сучасна назва на честь Салавата Юлаєва, національного героя Башкортостану, соратника Омеляна Пугачова — з 1958 року.